# Ernst Meumann

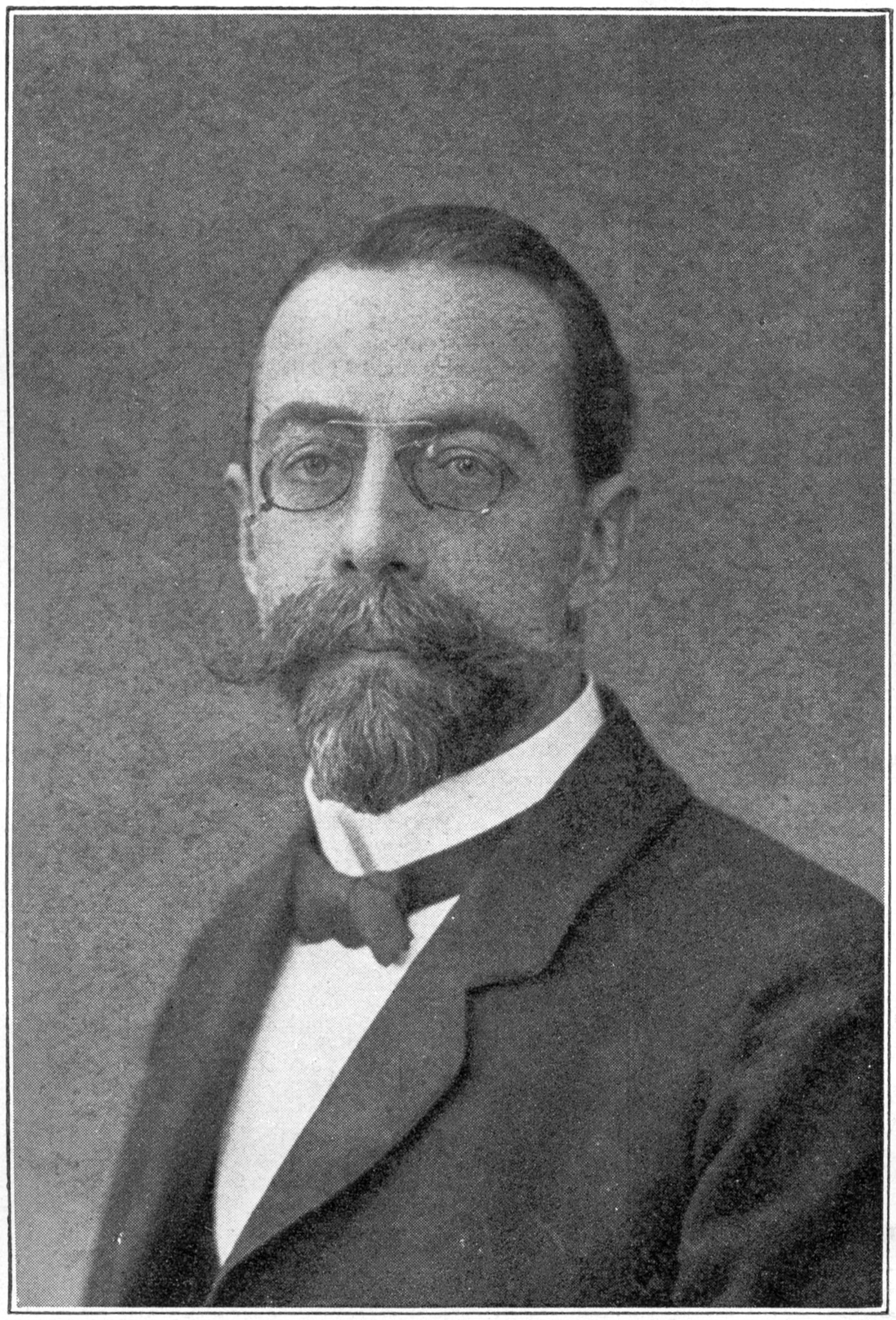
Ernst Meumann

Ernst Meumann (1862–1915) – niemiecki psycholog i pedagog. Pionier badań nad procesami uczenia się i nauczania. Jeden z twórców pedagogiki eksperymentalnej oraz pedologii. Był profesorem uniwersytetów w Zurychu, Królewcu, Münster, Halle, Lipsku i Hamburgu. Autor pracy Wykłady wprowadzające do pedagogiki eksperymentalnej.
Meumann był uczniem Wilhelma Wundta. Założył czasopismo Zeitschrift für pädagogische Psychologie und experimentelle Pädagogik. Szczegółowo badał on wyniki uczenia się i nauczania od warunków organizacyjnych istniejących w szkole oraz od społecznych warunków środowiska w którym wychowują się dzieci.